# Famille de La Bourdonnaye
La famille de La Bourdonnaye est une famille subsistante de la noblesse française de noblesse d'ancienne extraction sur preuves de 1427,, originaire de Bretagne.
Sous l'Ancien Régime cette famille a occupé essentiellement des fonctions dans la magistrature et l'administration royale. Elle compte également des chevaliers de l'ordre de Saint Michel, un évêque, des officiers généraux, un député sous la Restauration, ministre du roi Charles X, un maire de Rennes, des députés.

## Patronyme
Cette famille n'est pas à confondre avec la famille Mahé de La Bourdonnais.

## Histoire
La famille de La Bourdonnaye a pour berceau la seigneurie de la Bourdonnais à Trégomar dans les Côtes d'Armor en France.[réf. nécessaire] Elle a ensuite pris racine dans la paroisse de Gévezé près de Rennes.
Les deux branches existantes actuellement ont pour auteur Bertrand IV de la Bourdonnaye, né en 1395, décédé en 1469 .
La branche ainée de La Bourdonnaye a pour origine Jehan 1er, ainé, né en 1420, décédé en 1480. S'ensuivent, Jehan II en 1445, Jehan III en 1470, François-Louis en 1500, Alain en 1530, Nicolas en 1565. La lignée se perpétua à Gévezé sans connaître l'ascension de la branche cadette.
La branche cadette a pour origine Olivier II, puiné, né en 1425, décédé en 1479. De cette branche cadette, partent deux sous branches qui ont pour auteur commun : Julien de La Bourdonnaye, écuyer, seigneur de Couettion, Bratz, Le Mottay, La Loherie, Le Boisguérin et Héréal, marié le 5 avril 1562 à Claude de Kerguizec, dont :
- 1° Gilles, vicomte de Couettion, chevalier de l'ordre de Saint-Michel, père de Charles de La Bourdonnaye, marié le 21 décembre 1622 à Yvonne du Bouëxic, dont le fils, Louis (1627-1699), conseiller du Parlement de Bretagne, est l'auteur de l'actuelle branche aînée de La Bourdonnaye-Blossac.
- 2° Jean, auteur des seigneurs de Liré et de Coëtcandec qui constituent l'actuelle branche cadette de La Bourdonnaye.

## Filiation
La filiation est considérée comme établie depuis Guillaume II de La Bourdonnaye, écuyer. Il fut le père de Robin de La Bourdonnaye qui fit construire le château de La Bourdonnaye en la paroisse de Gévezé et qui fut marié à Jeanne de la Chapelle de la Maison de Molac,.
La filiation prouvée remonte à son petit-fils : Bertrand de la Bourdonnaye Sgr du Valmarquer, vivant en 1427, marié à Anne de Boisguéhenneuc dont il a deux fils : Jean, l'aîné, auteur de la branche aînée de La Bourdonnaye, marié à Jeanne de Bezit, et Olivier, auteur de la branche cadette de Couettion, marié à Marguerite Rabet.
La famille de La Bourdonnaye est répertoriée dans le catalogue de la noblesse française : De gueules à 3 bourdons d'argent posés en pal 2 et 1, Bretagne (Rennes), ancienne extraction 1427, honneurs de la cour, marquis en 1717. Elle est inscrite à l'Association d'entraide de la noblesse française depuis 1948. Louis de La Bourdonnaye, « comte de Blossac » (1627-1699), conseiller au Parlement de Bretagne, est maintenu noble d'ancienne extraction en Bretagne, le 21 octobre 1668. Les terres et seigneuries de Couettion, La Gassilli, et des Bouexières en Carentoir (avec un autre château de La Bourdonnaye), furent unies et érigées en marquisat sous le nom de La Bourdonnaye par Lettres du mois de février 1717, enregistrées à Nantes le 7 février 1718, en faveur d'Yves de La Bourdonnaye, conseiller d'État.

## Personnalités
- Louis de La Bourdonnaye (1627-1699), conseiller au Parlement de Bretagne ;
- Yves Marie de La Bourdonnaye (1653-1726), intendant de Poitiers puis de Rouen puis de Bordeaux puis d'Orléans ;
- Jacques-Renaud de La Bourdonnaye (1660-1724), président à mortier au Parlement de Bretagne ;
- Jean Louis de La Bourdonnaye (1667-1745), évêque de Léon ;
- Louis Gabriel de La Bourdonnaye (1691-1729), président à mortier au Parlement de Bretagne ;
- Louis François de La Bourdonnaye (1700-1777), intendant de Rouen ;
- Paul Esprit Marie de La Bourdonnaye (1716-1800), intendant du Poitiers ;
- Anne Marie Charles de La Bourdonnaye (1726-1758), officier de marine ;
- Anne François Augustin de La Bourdonnaye (1747-1793), général ;
- Esprit Charles Clair de La Bourdonnaye (1752-1829), maréchal de camp et maire de Rennes ;
- Charles Esprit Marie de La Bourdonnaye (1753-1840), pair de France sous la Restauration ;
- Charles Olivier Marie Sévère de La Bourdonnaye (1766-1859), officier chouan et député sous la Restauration ;
- François-Régis de La Bourdonnaye (1767-1839), député sous la Restauration, ministre de l'Intérieur sous Charles X ;
- Arthur Charles Esprit de La Bourdonnaye (1785-1844), militaire et homme politique ;
- Marie Ferdinand Raoul de La Bourdonnaye (1837-1911), député ;
- Yves de La Bourdonnaye (1919-2010), grand officier de la Légion d'honneur, capitaine et mercenaire au Katanga ;
- Geoffroy de La Bourdonnaye (1921-1945), officier des Forces françaises libres ;
- Guy de La Bourdonnaye (1925-1945), résistant français ;
- Armel de La Bourdonnaye (1963), ancien directeur de l'École nationale des ponts et chaussées et recteur de l'Académie de Poitiers, directeur de l'INSA Hauts-de-France (depuis 2020)[12] ;
- Gilles de La Bourdonnaye (1973), pongiste handisport

## Portraits

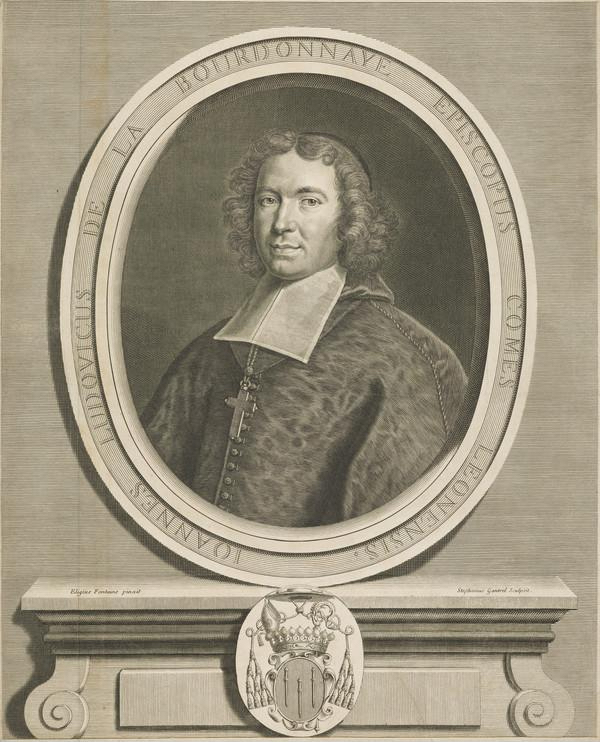
Jean Louis de La Bourdonnaye (1667-1745), évêque de Léon
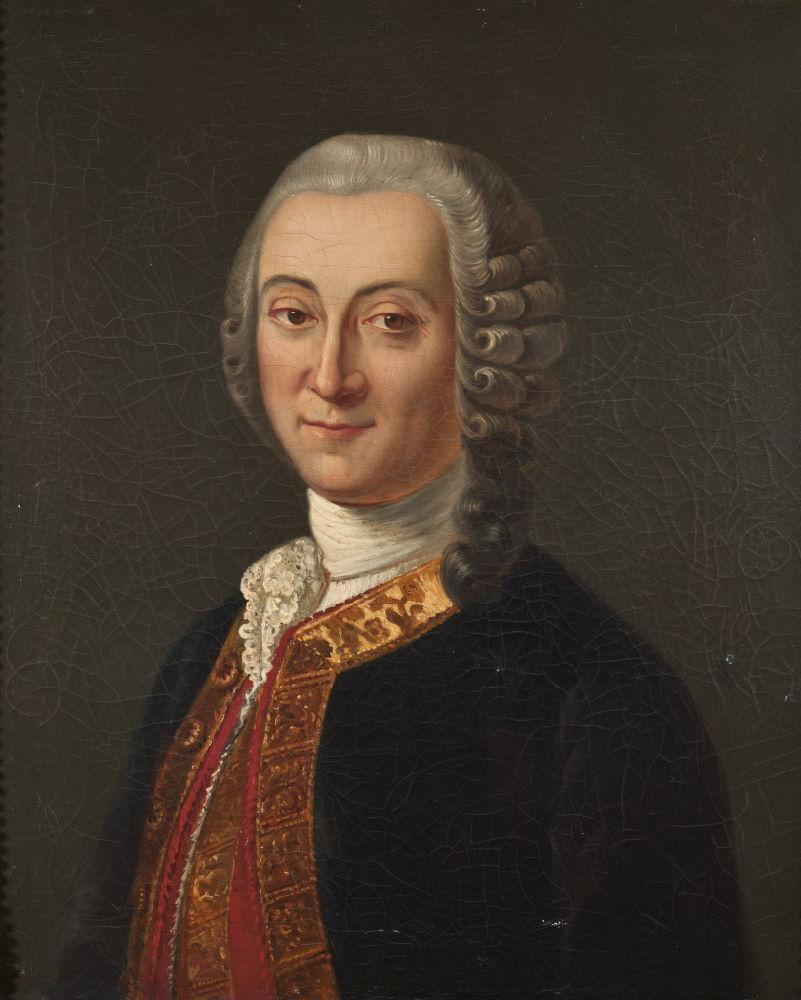
Paul Esprit Marie de La Bourdonnaye (1716-1800), intendant du Poitou
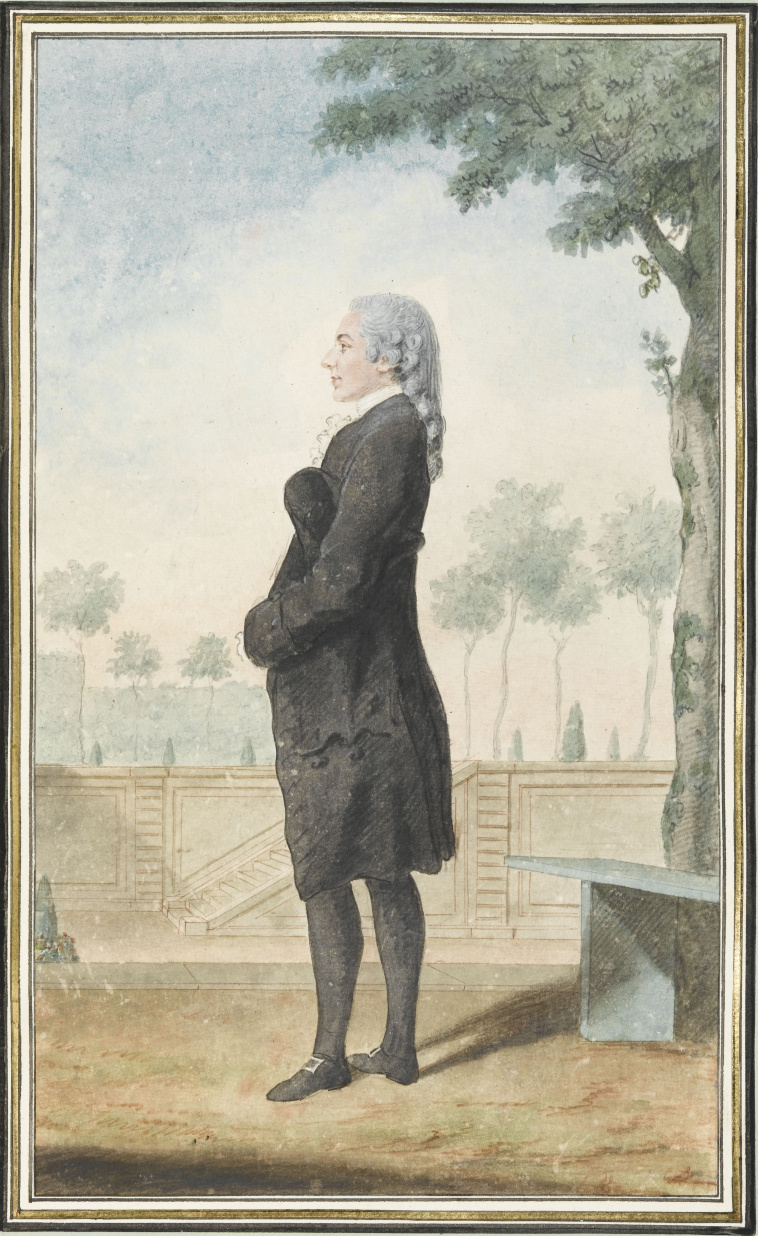
Charles Esprit de La Bourdonnaye (1753-1840), pair de France sous la Restauration ;
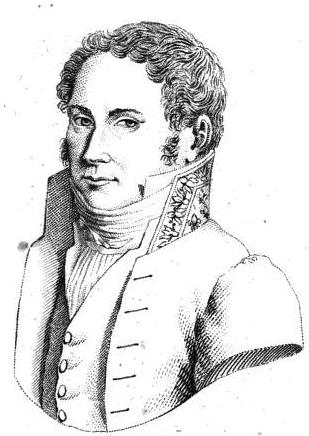
François-Régis de La Bourdonnaye (1767-1839) député sous la Restauration, ministre de l'Intérieur sous Charles X ;
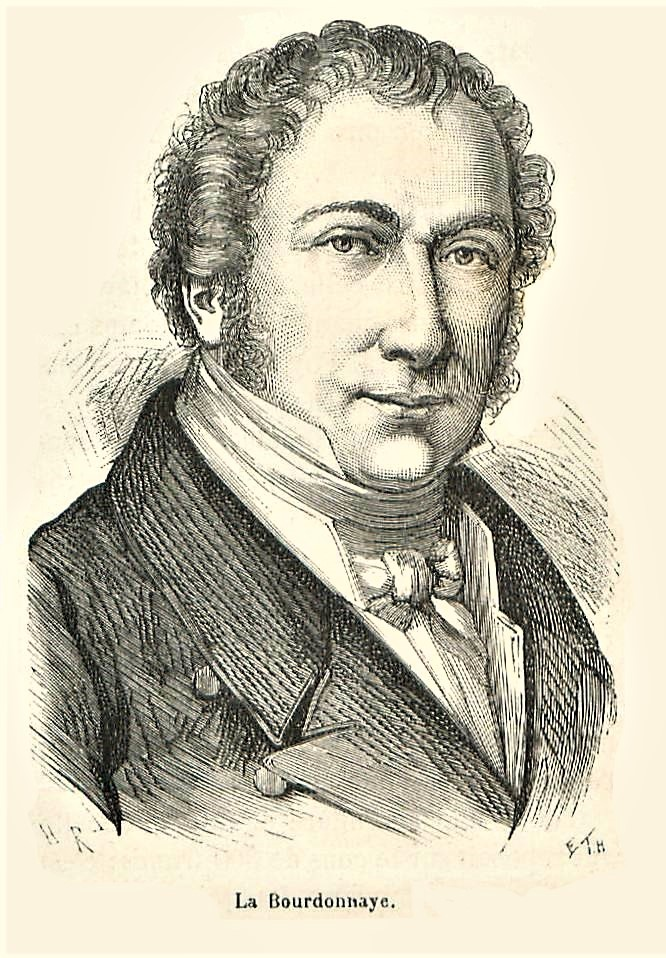
François-Régis de La Bourdonnaye (1767-1839)
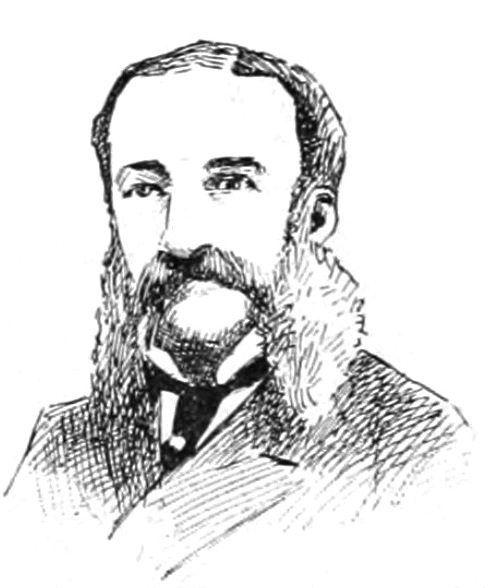
Marie Ferdinand Raoul de La Bourdonnaye (1837-1911) député
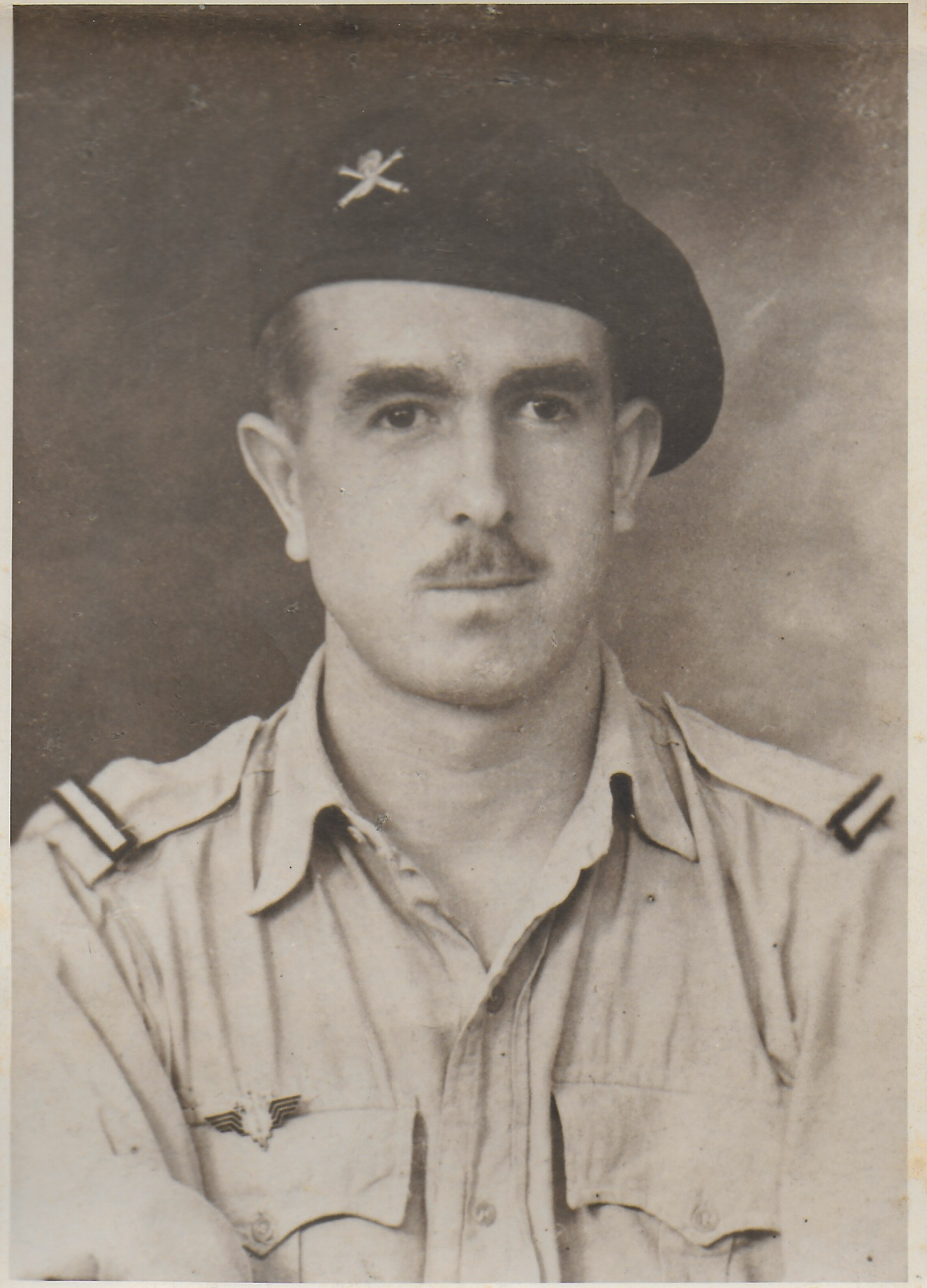
Geoffroy de La Bourdonnaye
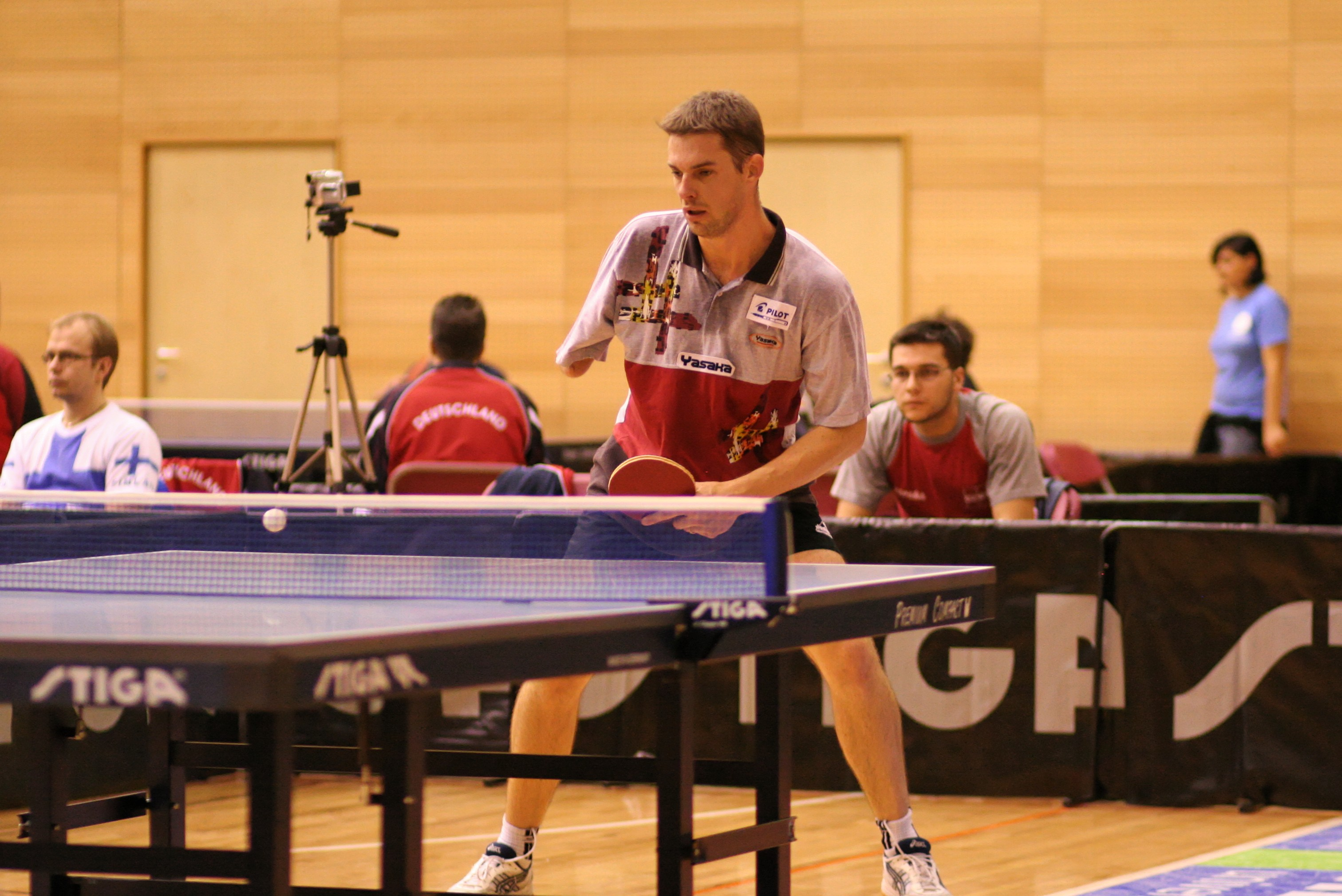
Gilles de La Bourdonnaye

## Armes, titres
Les différentes branches de la famille de La Bourdonnaye reçurent les titres suivants :
- vicomte de Couétion en 1650 (titre régulier ?) ;
- marquis de La Bourdonnaye en février 1717 ;
- comte de Blossac (titre régulier ?) ;
- baron d'Empire en 1809 et 1810 ;
- pair de France héréditaire le 17 août 1815 et 27 janvier 1820 ;
- comte-pair le 31 août 1817 et 13 mars 1819.

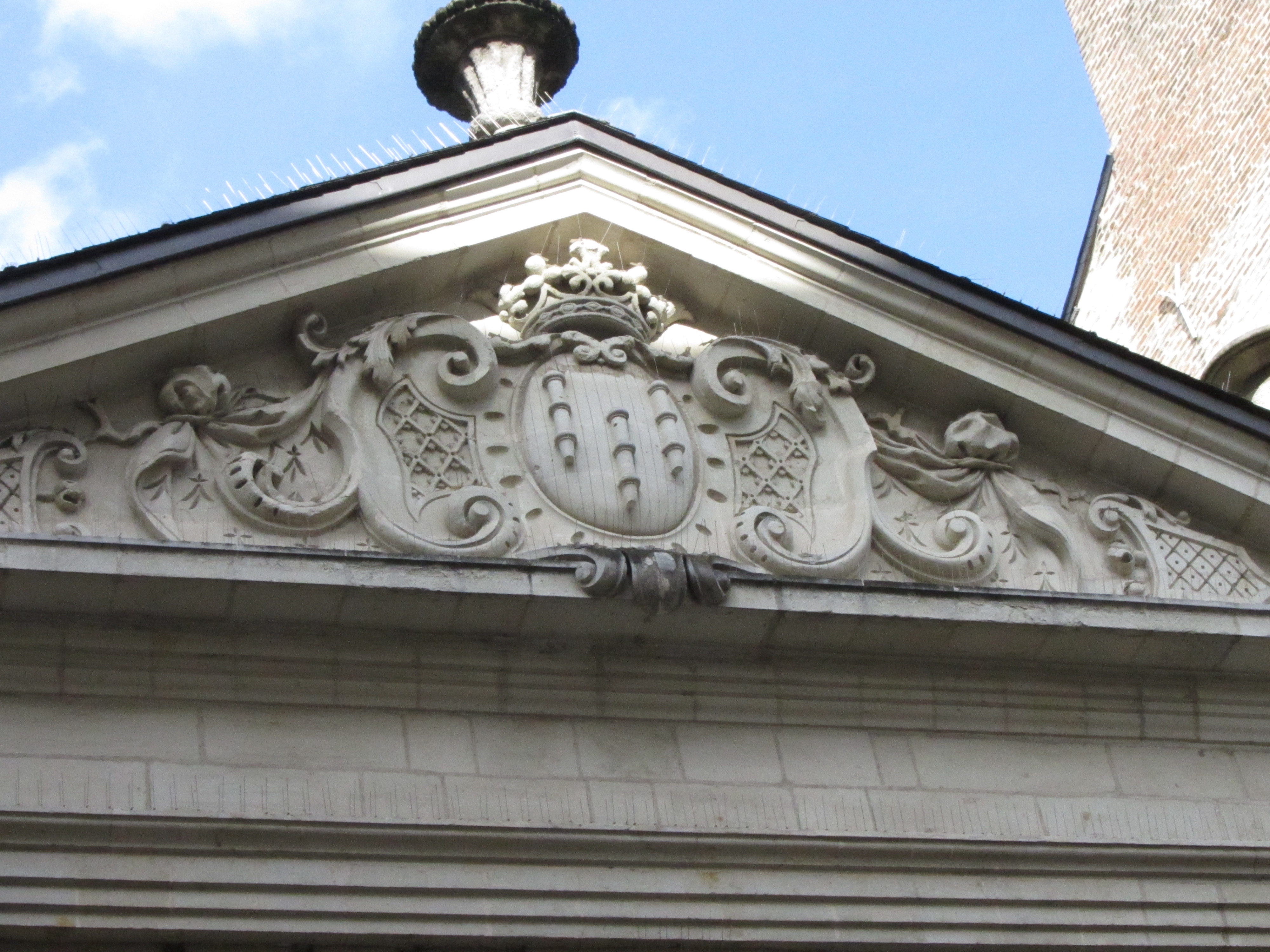
Les armes de la famille de La Bourdonnaye sur le portail de l'hôtel de Blossac à Rennes
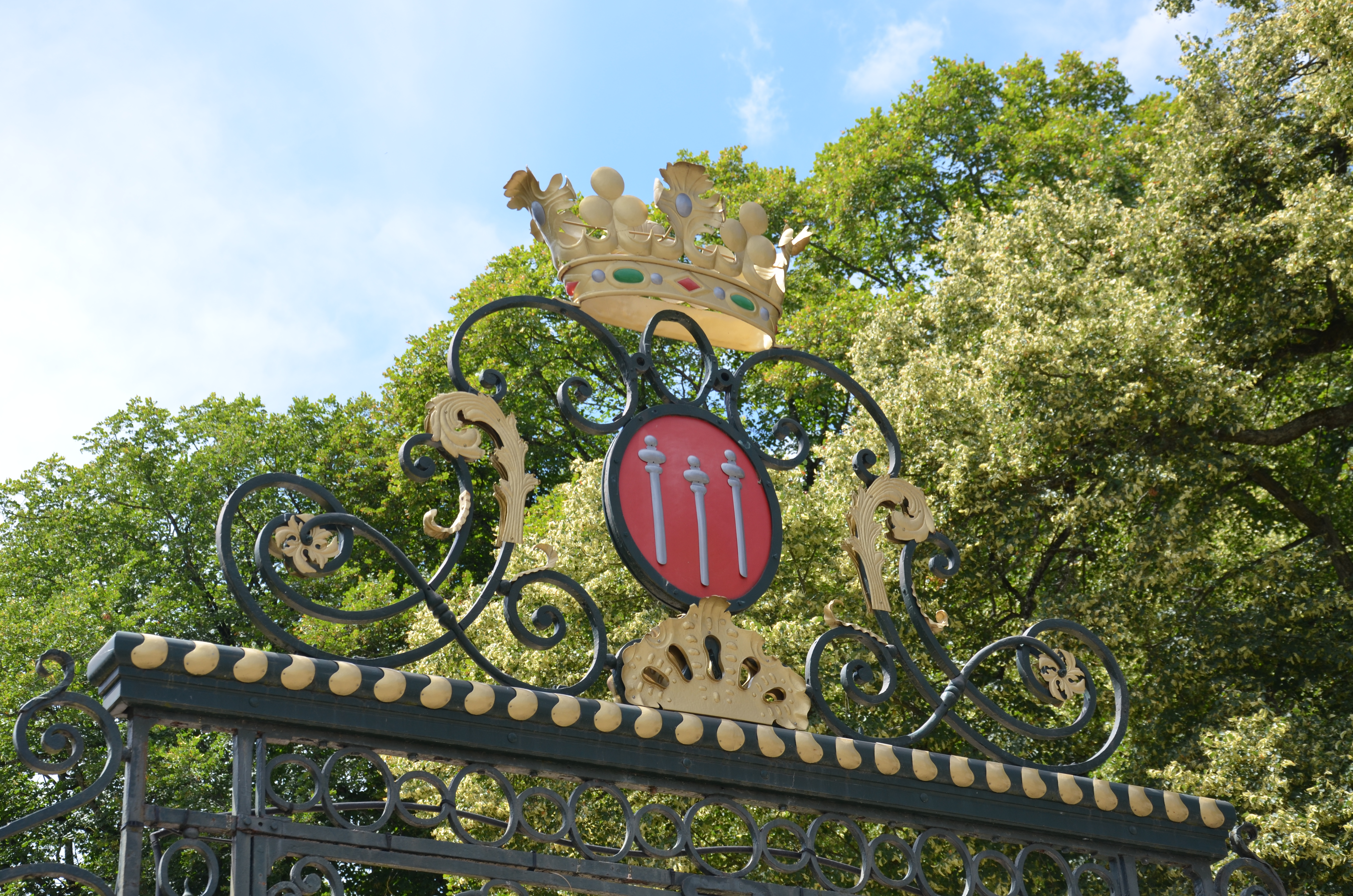
Le détail du haut de la grille principale du parc de Blossac à Poitiers

## Alliances
Les principales alliances de la famille de La Bourdonnaye sont : de Vau-Marquer (1350), de La Chapelle, de Boisguéhenneuc (1419), de Gladonnet de Bratz (1482), de Kerguisec (1562), de La Bouëxière (1614), du Breil (1643), de Sesmaisons (1686), Boleylesve de Chamballan (1695), Tranchant du Tret (1765), Bertier de Sauvigny (1782) Vollaige de Vaugirault (1797), de Menou (1829), de Jouenne d'Escrigny (1867), de La Cropte de Chantérac (1876), de la Boëssière-Thiennes (1907), Bernard de Montessus (1930), de Ghellinck d'Elseghem (1934), de Lambilly (1934, 1944), de Kerautem (1939), de Poulpiquet du Halgouët,  de Lassus Saint-Geniès (1942), du Trémolet de Lacheisserie, de Garidel-Thoron, de Goulaine, d'Harcourt.

## Possessions
- Château de la Bourdonnaye[13]
- Hôtel de Blossac
- Château de Blossac
- Château de La Varenne

Hôtel de Blossac (Rennes)
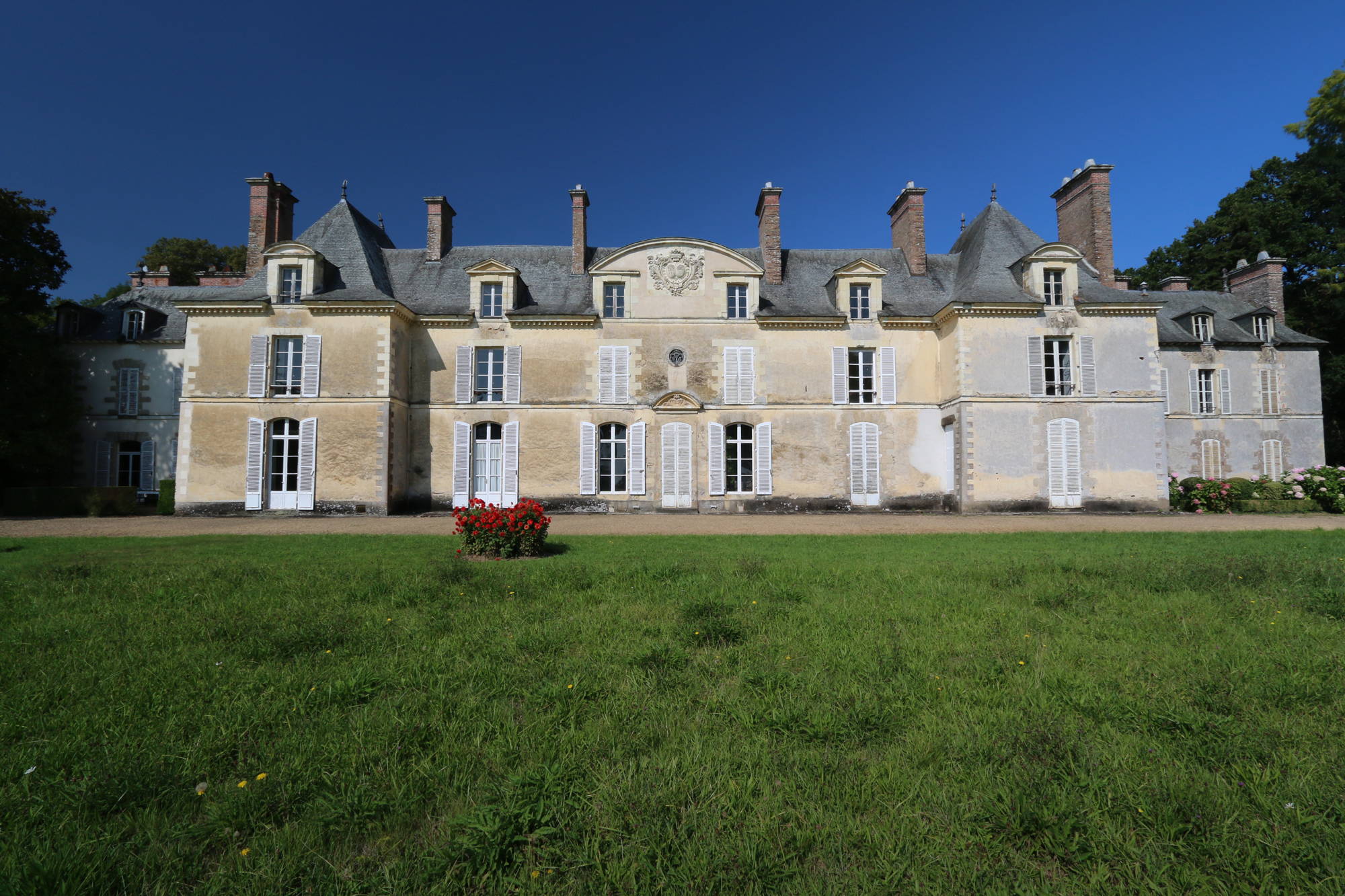
Château de Blossac (près de Rennes)

## Postérité
- Rue de Blossac, à Poitiers

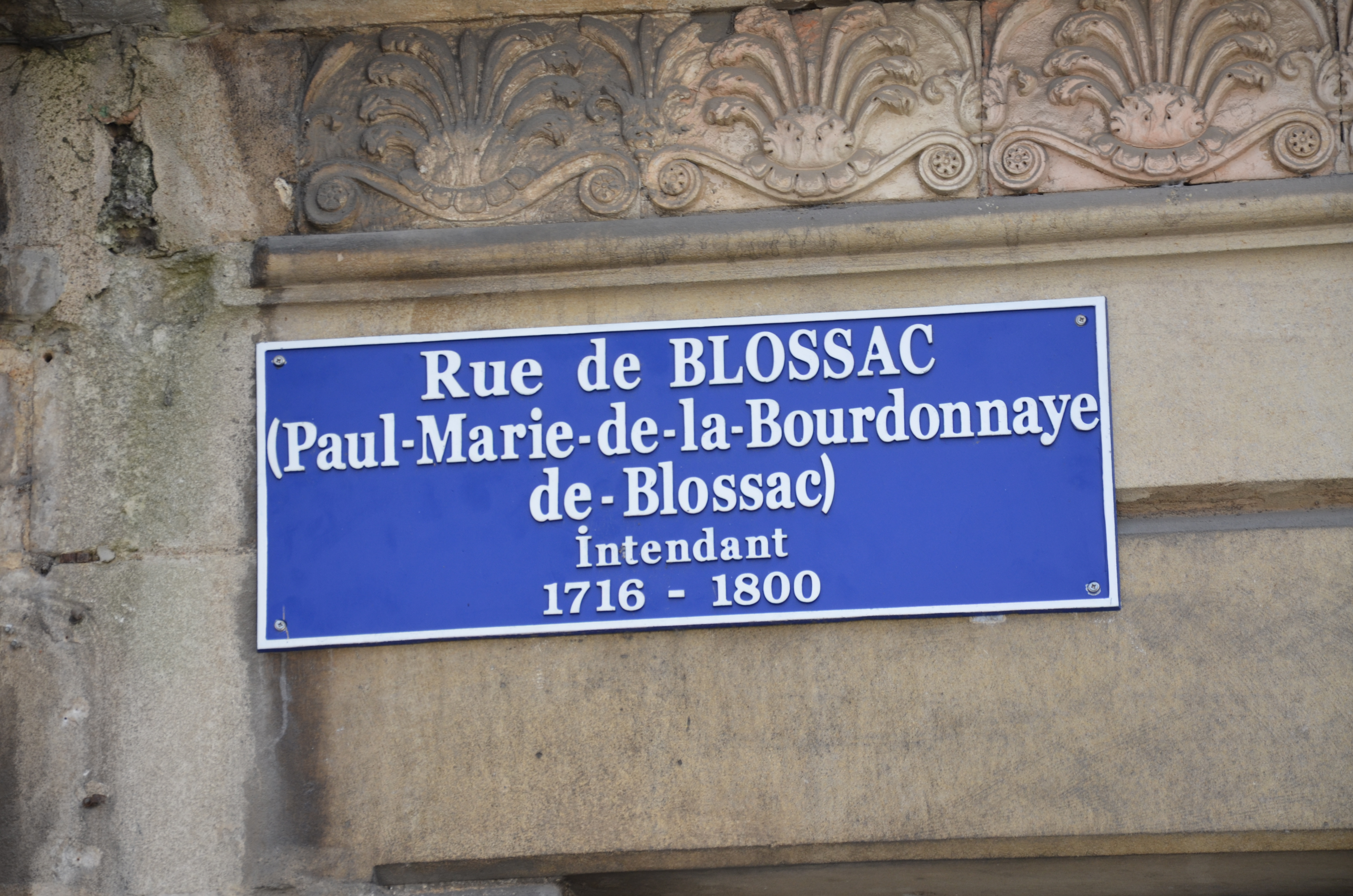
Rue de Blossac, à Poitiers.

- Rue de la Bourdonnaye, à Carentoir, dans le Morbihan